# 中国摄影出版社
中国摄影出版社是中华人民共和国的一家出版社，成立于1980年3月，社址位于北京市，由中国摄影家协会主办。主要出版摄影理论、技术、作品等书籍。它是中国唯一一家“国字头”专业摄影出版机构。